# Список умерших в 1915 году
В этой статье представлен список известных людей, умерших в 1915 году.
- См. также: Категория:Умершие в 1915 году

## Январь
- 1 января — Андрей Краснов (52) — русский ботаник, почвовед, географ, палеоботаник.
- 4 января — Антон Вернер (71) — немецкий художник, мастер исторического жанра и теоретик искусства.
- 5 января — Александр Шварц (67) — российский филолог-классик, министр народного просвещения.
- 17 января — Ида Аалберг (57) — финская актриса.
- 18 января — Анатолий Стессель (66) — комендант Порт-Артура во время Русско-японской войны.
- 20 января — Алмасхан Микеладзе (81) — князь, генерал-лейтенант, участник русско-турецкой войны 1877—1878 гг.
- 25 января — Зинаида Некрасова, вдова поэта Николая Некрасова.
- 26 января — Михаил Павлик (61) — украинский писатель и публицист.
- 26 января — Акакий Церетели (74) — видный грузинский поэт, писатель, идейный предводитель национально-освободительного движения Грузии, мыслитель-просветитель и национальная общественная фигура.
- 28 января — Николай Умов (68) — русский физик, философ.
- 29 января — Фёдор Енакиев (63) — инженер путей сообщения, статский советник. Промышленник, один из основателей Енакиевского металлургического завода.

## Февраль
- 1 февраля — Микаэль Аппель (58) — австро-венгерский военный, генерал от инфантерии с 1913 года.
- 3 февраля — Дмитрий Путята (59) — русский военачальник, генерал-лейтенант, Амурский военный губернатор.
- 8 февраля — Константин Первухин (51) — русский пейзажный живописец.
- 11 февраля — Юзеф Балзукевич (47) — польский художник.
- 15 февраля — Александр Святополк-Мирский (36) — русский офицер, герой русско-японской и Первой мировой войн.
- 22 февраля — Варлаам Геловани (36) — политический и общественный деятель.
- 22 февраля — Нэве Ланге — датский филолог-классик, поэт, переводчик, ученый-лингвист, педагог, журналист.

## Март
- 6 марта — Евгений Синицкий — российский юрист, педагог.
- 11 марта — Рольф Болдревуд (88) — австралийский писатель.
- 13 марта — Сергей Витте (65) — граф, русский государственный деятель.
- 13 марта — Фридрих Кик (75) — австрийский учёный-техник и политик-либерал.
- 20 марта — Никодим (Милаш) (69) — епископ Далматинско-Истринский (Сербская православная церковь), канонист и церковный историк.
- 21 марта — Фредерик Тейлор (59) — американский инженер, основоположник научной организации труда и менеджмента.
- 26 марта — Константин Иванов (24) — чувашский поэт, классик чувашской литературы.

## Апрель
- 3 апреля — Ицхок-Лейбуш Перец (62) — еврейский писатель, классик еврейской литературы на идише.
- 4 апреля — Блэр Суоннелл (39) — английский регбист.
- 8 апреля — Луи Перго — французский писатель.
- 9 апреля — Карл Биттер — австрийский и американский скульптор.
- 21 апреля — Степан Гулишамбаров (65) — российский экономист, публицист, редактор, тайный советник.
- 23 апреля — Руперт Брук (27) — английский поэт, известный своими идеалистическими военными сонетами, написанными в период Первой мировой войны; сепсис.
- 27 апреля — Карл Кёниг (73) — австрийский архитектор, представитель историзма в зодчестве.
- 27 апреля — Александр Скрябин (43) — русский композитор и пианист, одна из ярчайших личностей русской и мировой музыкальной культуры; сепсис, возникший в результате карбункула.
- 30 апреля — Чарлз Уолтер Де Вис (85) — английский биолог, орнитолог, герпетолог, ботаник.
- 30 апреля — Нико Ломоури (63) — грузинский писатель и поэт.

## Май
- 9 мая — Сирил Холланд (29) — старший сын Оскара Уайлда; погиб во время битвы при Фестубере (Первая мировая война).
- 12 мая — Ефим Крымский — украинский литератор, педагог и издатель.
- 13 мая — Владимир Веденяев (54) — полковник, герой Первой мировой войны.
- 19 мая — Джон Симпсон Киркпатрик (22) — санитар-носильщик австралийского и новозеландского армейского корпуса в период Галлиполийской кампании Первой мировой войны.
- 24 мая — Александр Гольденвейзер (60) — российский юрист, адвокат, публицист.
- 31 мая — Джон Александер (58) — американский художник-символист и иллюстратор.

## Июнь
- 14 июня — Владимир Токарев (47) — русский генерал, герой Первой мировой войны.
- 15 июня — Карл Кайзер (41) — австрийский дирижёр и музыкальный педагог.
- 16 июня — Александр Будде (81) — генерал от артиллерии.
- 19 июня — Сергей Танеев (58) — русский композитор, пианист, педагог, учёный, музыкально-общественный деятель; пневмония.
- 20 июня — Фэрбэрн, Джордж — британский гребец, серебряный призёр летних Олимпийских игр 1908.
- 25 июня — Бейли, Фредерик Мэнсон (87) — ботаник, работавший в Австралии и внёсший важный вклад в описание флоры Квинсленда.

## Июль
- 2 июля — Порфирио Диас (84) — мексиканский политический и государственный деятель, генерал, президент Мексики в 1876—1880, 1884—1911 годах.
- 10 июля — Важа-Пшавела (53) — один из самых даровитых грузинских писателей и поэтов XIX века, старший брат Бачана Разикашвили; воспаление лёгких.
- 10 июля — Виллем Месдах (84) — нидерландский художник-маринист.
- 14 июля — Лоуренс Харгрейв (65) — австралийский инженер, путешественник-исследователь, астроном, изобретатель, авиаконструктор и пионер воздухоплавания.
- 26 июля — Клавдий Кабалевский (71) — генерал-лейтенант.

## Август
- 2 августа — Борис Шапиров (63) — российский военный врач-организатор.
- 3 августа — Сека Гадиев — российский осетинский поэт и прозаик, классик осетинской литературы.
- 7 августа — Митрофан Хандриков (78) — русский астроном и геодезист.
- 9 августа — Александер Бертон (22) — кавалер Креста Виктории (посмертно), младший капрал австралийской армии.
- 9 августа — Ежи Жулавский (41) — польский писатель, поэт и драматург, один из основоположников польской научно-фантастической литературы; брюшной тиф.
- 9 августа — Оскар Зееберг (51) — богослов.
- 15 августа — Рудольф Ватцль (33) — австрийский борец греко-римского стиля, чемпион и призёр Олимпийских игр.
- 24 августа — Мецн Мурад — армянский гайдук, активный участник национально освободительного движения.
- 26 августа — Рубен Севак (30) — армянский поэт, прозаик, переводчик.
- 29 августа — Эммануил Коновницын (65) — один из лидеров Союза русского народа.
- 30 августа — Леонид Лутугин (51) — русский геолог и общественный деятель.

## Сентябрь
- 3 сентября — Колош Васари (83) — венгерский кардинал, бенедиктинец. Архиепископ Эстергома и примас Венгрии.
- 15 сентября — Михаил Романов (66) — российский генерал от инфантерии, военный губернатор Акмолинской и Сыр-Дарьинской областей.
- 21 сентября — Мария Савина (61) — русская актриса.
- 24 сентября — Пётр Дурново (70) — государственный деятель Российской империи, министр внутренних дел (1905—1906).
- 30 сентября — Илья Бердников (76) — русский богослов, выдающийся канонист.
- 30 сентября — Константин Маковский (76) — известный русский художник, представитель академизма, присоединившийся к передвижникам.

## Октябрь
- 17 октября — Рейнгольд Шмелинг (74) — рижский архитектор.
- 20 октября — Николай Гаибов (51) — российский военный деятель, генерал-майор.

## Ноябрь
- 4 ноября — Флавиан (Городецкий) (74) — епископ Русской православной церкви, митрополит Киевский и Галицкий. Духовный писатель.
- 5 ноября — Тиводар Легоцкий (85) — историк, этнограф, основоположник археологии и музейного дела в Закарпатье.
- 10 ноября — Константин Сатунин (52) — русский зоолог.
- 14 ноября — Стефан Кисов (53) — полковник болгарской армии, военный писатель.
- 20 ноября — Пётр Горлов (76) — русский инженер-геолог.
- 27 ноября — Сигизмунд Заремба (54) — русский композитор, пианист.

## Декабрь
- 4 декабря — Лайош Гёнци (34) — венгерский легкоатлет, бронзовый призёр летних Олимпийских игр 1900.
- 17 декабря — Василий Симиренко (80) — украинский промышленник, инженер-конструктор и технолог в сахарном производстве.
- 20 декабря — Николай (Зиоров) (64) — епископ Православной Российской Церкви.
- 26 декабря — Лев Голицын (70) — основоположник русского виноделия в Крыму.
- 30 декабря — Освальд Кюльпе (53) — немецкий психолог и философ.